# Shericka Williams

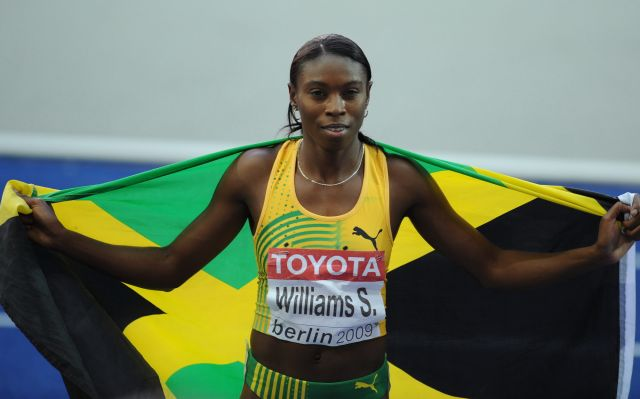
Shericka Williams

Shericka Williams, född den 17 september 1985, är en friidrottare från Jamaica som tävlar i kortdistanslöpning.  
Williams var med i det jamaicanska lag som blev silvermedaljörer på 4 x 400 meter vid VM i Helsingfors 2005. Vid VM i Osaka 2007 slutade hon fyra i sin semifinal på 400 meter men tog sig inte vidare till finalen. Däremot blev hon åter silvermedaljör i stafett.
Vid Olympiska sommarspelen 2008 i Peking blev hon silvermedaljör på 400 meter på tiden 49,69 efter Christine Ohuruogu. Hon blev även bronsmedaljör i stafett på 4 x 400 meter. 
Vid VM 2009 noterade hon ett nytt personligt rekord i finalen på 400 meter, då hon sprang på 49,32 vilket räckte till silvret bakom suveräna Sanya Richards. 

## Personliga rekord
- 200 meter - 22,50 från 2008
- 400 meter - 49,32 från 2009